# Ochthoeca superciliosa
El pitajo cejirrojo (Ochthoeca superciliosa), es una especie  de ave paseriforme de la familia Tyrannidae, perteneciente al género Ochthoeca, hasta recientemente (2022) tratada como una subespecie de Ochthoeca fumicolor. Es endémica de la región andina del noroeste de Venezuela.

## Distribución y hábitat

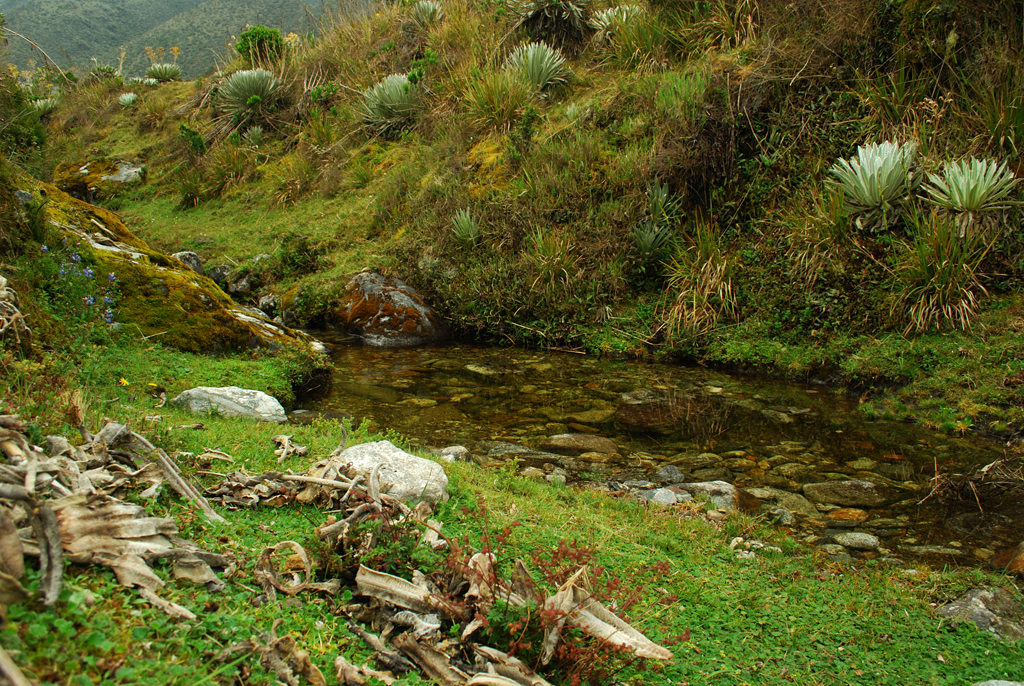
Páramo La Culata, en Mérida, ejemplo de hábitat de la especie.

Se distribuye por la cordillera de los Andes del oeste de Venezuela (Trujillo, Mérida, norte de Táchira).
Los hábitats naturales de esta especie son las áreas arbustivas cerca de la línea de los árboles, páramos, bosques de montaña (bosquecillos de Stevia lucida) y pastizales de altitud.

## Sistemática

### Descripción original
La especie O. superciliosa fue descrita por primera vez por los zoólogos británicos Philip Lutley Sclater y Osbert Salvin en 1871 bajo el mismo nombre científico: Ochthoëca superciliosa; la localidad tipo es: «páramos de Mérida, Venezuela».

### Etimología
El nombre genérico femenino «Ochthoeca» se compone de las palabras del griego «okhthos» que significa ‘montículo’, ‘colina’ y «oikeō» que significa ‘habitar’; y el nombre de la especie «superciliosa», proviene del latín «supercilium» que significa ‘ceja’, ‘supercilio’.

### Taxonomía
La presente especie fue considerada una subespecie del pitajo dorsipardo (Ochthoeca fumicolor), pero fue separada con base en diferencias morfológicas, lo que fue seguido por las principales clasificaciones. Es monotípica. 
Las principales diferencias apuntadas para justificar la separación son: la lista superciliar ancha y rufa, y no estrecha y blanquecina; la banda alar simple y no doble; la corona y partes superiores más oscuras; las partes inferiores de color rufo más vivo y el tamaño menor que la adyacente subespecie nominal de fumicolor.